# Cocker spaniel inglês
O cocker spaniel inglês[Nota] (em inglês:  English Cocker Spaniel) é uma raça de cães britânica de porte médio, do tipo spaniel, utilizada originalmente para caça.

## História
Apesar do nome, seu surgimento e dos spaniels deu-se provavelmente na Espanha, local onde auxiliava caçadores em florestas ou pântanos, servindo como cão de aponte para caça de aves selvagens. Chegados a Inglaterra e ao País de Gales, foram usados até 1800 para caçar galinholas. Ali, passaram a ser chamados de cocker spaniel. Apesar de haver achados de pinturas representando animais de Filipe II da Macedónia parecidos com estes cães, acredita-se em três hipóteses: surgiram na Espanha; foram criados por John Dudley, Duque de Northumberland, para o Rei Henrique VIII; ou apareceram em 1570, referência no livro de John Caius, que descreveu 22 raças, colocando-os como usados na falcoaria. A partir do século XVII, o desenvolvimento destes cockers seguiu uma linha mais clara. Primeiramente pela palavra spaniel ter sido aceite, em particular na Inglaterra, onde foi considerado raça especificamente inglesa.

## Descrição

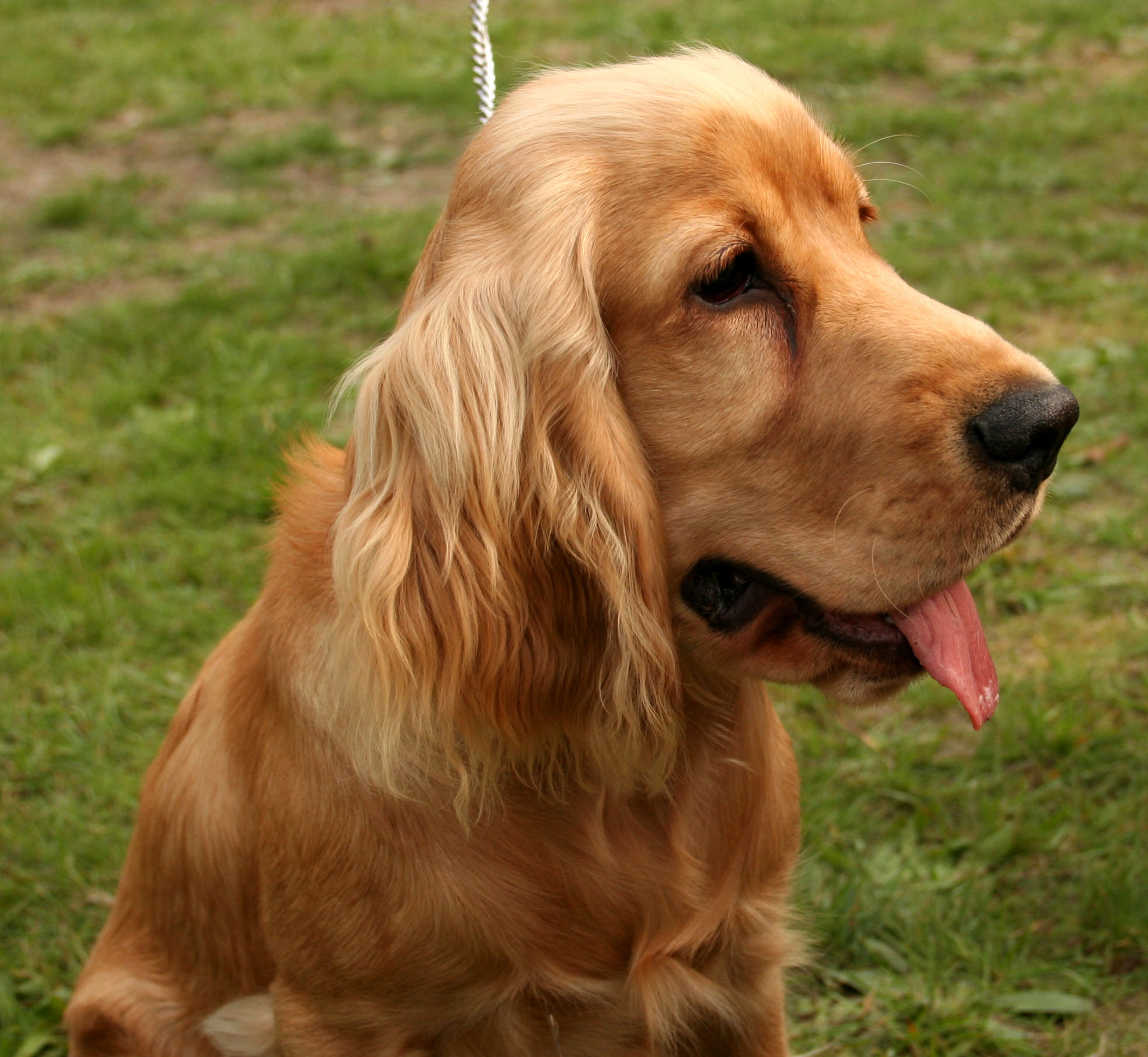
Cocker spaniel inglês

Conhecido por ser um dos cães de estimação favoritos no mundo, é geralmente escolhido devido à sua aparência - de cabeça arredondada, orelhas grandes, moles e caídas e os olhos redondos, que personificam companheirismo — e pelagem, farta e existente em mais de trinta combinações de cores.
Alguns são ainda criados para o trabalho, apresentando características fisicasligeiramente diferentes — corpo mais curto, orelhas menos oscilantes e o desejo pelo trabalho —, como também comportamentalmente diferentes. Grande parte é direcionada para exposições de raças caninas. Modernamente, ser um cão para surdos é uma de suas principais funções enquanto trabalhador.
Cão ativo, tem seu adestramento classificado como fácil e possui grande predileção por nadar.

## Saúde
Alguns exemplares da raça podem estar sujeitos a apresentar problemas cutâneos e oculares, hipertireodismo, câncer e cardiopatias, além dos comportamentais. Além de todos os cuidados habituais que se deve ter com um animal de estimação — alimentação, higiene e saúde —, o cocker requer particular atenção com suas orelhas: As orelhas grandes, descaídas, quentes e húmidas, são propensas ao aparecimento de fungos e irritações, que podem evoluir para otites e odor forte.